# Pakao (Dante)
Pakao ili izvorno Inferno, prvi je dio epskog spjeva Božanske komedije talijanskog pjesnika Dantea Alighierija. U Paklu započinje njegovo putovanje s Vergilijem, koji će ga voditi kroz sva tri duševna stanja sve do samoga Boga. Sastoji se od 33 pjevanja u kojima je pakao kroz svoje grijehe i otuđenost od Boga alegorijski prikaz zemaljskoga svijeta i njegove izopačenosti ljudskih strasti, opačina i poroka.
Pakao je prikazan kao lijevak s užim dijelom u sredini Zemlje. Rubovi tog lijevka imaju urezane vodoravne stube, koji oblikuju devet koncentričnih kružnica na kojima se kažnjavaju različiti grijesi. Te kružne linije su krugovi pakla, koji su sve uži prema središtu Zemlje. Njihove obale, koje su razrušene zbog potresa, koji je pratio trenutke Kristove smrti, omogućavaju silazak iz jednog kruga u drugi.
Grješnici su smješteni unutar lijevka po težini grijeha: najmanje grješni nalaze se na vrhu, a najveći grješnici na dnu. Svaka kazna u jednom od krugova pakla je dvojaka: grješnik je kažnjen duhovno i tjelesno. Najveća duhovna kazna je nemogućnost viđenja Boga i dobivanja njegove milosti, a ostale (manje) duhovne kazne su tjeskoba duše i osjećaji vječne patnje. Tjelesne kazne posebno su opisane i njihova težina ovisi o veličini grijeha. Ipak, svim tjelesnim kaznama je zajedničko što izazivaju bol, patnju i vječno progonstvo zbog razvratnog života.
Pakao je ujedno bio i najzanimljiviji dio za brojne umjetnike (slikare, kipare i glazbenika) koji su većinu djela posvećenih Božanstvenoj komediji stvorili upravo na temu Pakla.

## Uvod

### Prvo pjevanje
Prvo (uvodno) pjevanje započinje prizorom Dantea koji šeta negdje na površini Zemlje, obuzet strahom i tjeskobom i bez nade da će se sam popeti na brdo obasjano suncem, koje je u prenesenom značenju simbol duhovnog spasa i sreće. Prizor je smješten na Veliki četvrtak, dan uspostave euharistije i Posljednje večere, 24. ožujka (ili 7. travnja) 1300. godine. Sve se događa uoči svitanja Velikog petka. Pripovjedač, sam Dante, ima 35 godina i nalazi se u dubokoj šumi hodajući po čudnom (ili pravom) putu prema planini. Na putu mu se ispriječe tri zvijeri: lonza ili leopard, leone ili lav i lupa odnosno vučica. Te tri zvijeri, uzete iz starozavjetne knjige Jeremije, predstavljaju tri oblika duše, simboli neumjerenosti, bahatosti i pohlepe, kao i koristoljublja i lakomosti. Zviježde Ovan počinje sjajnije sjati nagoviještajući svitanje zore Velikog petka, a zvijeri ga dovode do nižeg mjesta gdje sunce još nije doprlo svojim zrakama. Uto se pojavljuju Vergilije, rimski pjesnik i pisac Eneide, rođen u vrijeme Julija Cezara (sub Julio) koji je živio u Augustovo vrijeme. Vergilije je bio Danteov književni uzor, te se zbog toga tu javlja kao njegov spasitelj i vodič kroz cijelo djelo.
Sljedeće jutro Dante saznaje da je Vergilija poslala Beatrice Portinari, žena kojoj je Dante posvetio najljepše mladenačke pjesme i koja mu je za života bila prikaz moralne savršenosti. Betarice je poslala Vergilija u ime svoje zagovornice Djevice Marije, mučenice Svete Lucije i biblijske žene i majčinskog uzora Rahele. Nakon što je shvatio cijelu novonastalu situaciju, Dante slijedi Vergilija koji ga vodi na njihovu prvu postaju: ulaz u pakao.

### Drugo pjevanje
Vergilije i Dante nastave putem prema vratima pakla na kojima stoji upozorenje: »Svi vi koji ulazite, ostavite svaku nadu!« Ova rečenica, koja na talijanskom glasi Lasciate ogne speranza, voi ch'intrate!, često se prevodi na različite načine i različitim slijedom riječi. Takvih nedoumica najviše je bilo u prijevodu na engleski jezik za SAD ili Ujedinjeno Kraljevstvo. I prije samog prolaska kroz vrata, čuju se glasni vapaji duša koje prolaze vječnu patnju i bol kao kaznu za svoje grijehe. U predvorju pakla nalaze se duše lijenih, koje trčeći vrište jer ih napadaju ose (ponegdje i stršljeni), dok im u trku crvi sišu krv iz nogu. Osim crva, napadaju ih i rojevi muha i skakavaca zbog koji mnogi oslijepe ili proplaču padajući na druga trupla. Prolazeći pokraj lijenih duša u njihovoj patnji, Vergilije odvodi Dantea na obale rijeke Aheront, vrlo značajne u Grčkoj mitologiji. Tamo brojne duše koje su osuđene na vječni nemir u paklu, čekaju da ih Haron (negdje i Harton) preveze na drugu stranu, u toliko neželjeni Pakao.
Nakon što Haron ugleda Dantea kao živu dušu, odbija ga prevesti preko rijeke. No, tu dolazi Vergilije koji mu razjasni da je Dante poslan prema Božjoj naredbi te da ga, ako ne želi propitkivati Božje riječi, propusti jer se neće ništa dogoditi niti će odgovarati i za što. Haron ih propušta, iako nevoljko, a Vergilije smatra da je Haronova nevoljkost dobar znak jer samo proklete duše prelaze rijeku. Za vrijeme prelaska rijeke, zemlja se snažno zatresla i Dante se onesvijestio.

## Devet krugova pakla

### Pregled
Danteov vodič kroz pakao je rimski pjesnik Vergilije, njegov književni uzor, učitelj i vođa, koji ga provodi kroz svih devet krugova pakla. Svi krugovi nalaze se u obliku koncentričnih kružnica te se prema središtu sužavaju, kako su grijesi sve teži. U samom središtu pakla nalazi se Sotona. Budući da je svaki grješnik počinio dovoljno težak prijestup i podignuo se protiv Boga, svaki od njih, za razliku od duša u čistilištu, ostaje osuđen na vječnu kaznu. Time je Dante utažio pjesničku pravdu kaznivši one koji svojim životom nisu zaslužili vječni život. Grješnici se na vrlo slikovit način moraju nositi sa svojom kaznom; tako se vračare moraju kretati paklom hodajući unazad, s rukama na leđima, a da ne mogu gledati put ispred sebe. Budući da su na Zemlji proricali budućnost, sada ju ne mogu vidjeti. S druge pak strane oni koji su griješili, ali su se prije smrti obratili ne nalaze se u Danteovom Paklu, jer su spoznali težinu svoga grijeha i prigrlili Božje milosrđe.
Strukturno, Dante je sam izgled Pakla pisao prema Aristotelovim zamislima, koje se donekle križaju i s geocentričnim sustavom. Ali Dante koristi jedan dio antičke filozofske misli, dok drugi dio u djelu čine temelji kršćanske vjeroispovijesti, teološke misli i crkvena mistika. Iako se u njemu grješnici kažnjavaju za više grijeha različitih težina, u svim grijesima se javljaju nekih od, prema Danteu, glavnih grijeha: prijevara, nasilje, neumjerenost, bahatost, pohlepu ili sebičnost. Od navedenih prijevara je najzastupljenija i najizrađenija: različiti oblici prijevare javljaju se u sedmom, osmom i devetom krugu (dakle u krugovima s teškim grijesima) ovisno o veličini štete načinjene drugima.

### Prvi krug (Limb)
Prije nego što se ukrcao u Haronovu lađu, Dante je među svjetinom prepoznao i neke svoje suvremenike. Iako ih ne spominje, iz povijesnih pregleda daje se iščitati da se radi o papi Celestinu V., koji je uz velika nadanja bio izabran 1294., ali je već u prosincu iste godine, zbog slabosti i nesposobnosti istupio s mjesta Pape.
Odrekavši se papinske tijare, visoki papinski čin preuzima Bonifacije VIII., »neprijatelj firentinske slobode« kako je često isticao Dante. Pjesnik osuđuje asketski misticizam koji se iscrpljuje u pasivnom bježanju od svijeta, što je nagovještaj renesanse, novog preporoda čovječanstva. Prije samog ulaska u Pakao, u ugrijanoj Zemljinoj površini stvara se vodena para i vjetar koji čineći »rujnu svjetlost« zaslijepe Dantea i on pade »kao čovjek svladan snom«.
Dante se budi i slijedi Vergilija koji ga počinje provoditi Paklom. Prvi i najuži krug je Limb. Doslovni prijevod te riječi s latinskog (limbus) označava rubove, granice pakla. Time je Dante htio razdijeliti nekrštene ljude iz Limba od onih koji su se mogli, ali nisu krstili, te se sada muče u Paklu. Iako se to duše nekrštenih ljudi, Isus Krist ih nije kaznio; jedina patnja koju prolaze je želja da ugledaju samoga Boga, onoga Boga koji ih je svojim milosrđem spasio od vječne patnje. Time se važnost krštenja, sakramenta ulaska u Kristovu Crkvu (zajednicu ljudi) dodatno naglašava kao zalog ulaska u Božje kraljevstvo, u vječni mir i radost.
Ovdje živi i sam Vergilije, kao i brojni antički mislioci i pjesnici: Homer, Horacije, Ovidije, Aristotel, Platon i Lukan. Oni dolaze u susret Vergiliju kako bi uveli Dantea u Limb. Iako su svoje vrijeme nisu mogli spoznati Boga i njegovu milost, sada mu zahvaljuju za milost što su izbjegli Pakao i povjerovali u njega. Svi oni žive u velikom dvorcu, okruženom zelenilom i sa sedam vrata, koji opisom uopće ne odgovara apokaliptičnosti Pakla i njegovih stanovnika. Tu s njima žive i neke poznate antičke ličnosti, koje su svojim životom zavrijedili mjesto u Limbu: Julije Cezar (ubio ga je vlastiti sin), Elektra (Plejada) i supruga italskog kralja Korinta, koju je silovao sam Zeus, Kamila (djevica iz Vergilijeva spjeva Eneide), kralj Latin i njegova kćerka Lavinija, Lukrecija (plemkinja koju je silovao vlastiti sin), a među čestitim dušama limba našao se i Saladin, koji je pomilovao kršćansku vojsku i propustio ih kroz svoje zemlje.
U limbu žive i filozofi Sokrat, Demokrit, Diogen iz Sinope, Anaksagora, Tales, Empedoklo, Heraklit, Zenon iz Eleje i Zenon Kitijski. Šetajući po limbu Dante je ugledao i znanstvenika Diskorida, likove iz grčke mitologije poput Orfeja i Linusa i rimske govornike Cicerona i Seneku. Također, susreće i aleksandrijskog geometra i matematičara Euklida i Ptolomeja, aleksandrijskog astronoma i geografa, kao i fizičare Hipokrata i Galena. U limbu se našao i perzijski matematičar Avicena i Ibn Rušd, srednjovjekovni anadluzijski polihistor.
Kasnije je spjevovima Čistilištu i Raju Dante povremeno imenovao još neke poznate osobe koje je sreo u Paklu, točnije limbu.

### Drugi krug (Požuda)
Nakon izlaska iz limba, Vergilije i Dante se spuštaju u drugi krug. Pred samim ulazom u drugi krug stoji Minos, mudar i strog kralj iz grčke mitologije. Pjesnik ga je pretvorio u repata polučovjeka, poludemona, koji »repom pravdu kroji«. Nakon što svaka duša ispripovijeda svoje grijehe, strmoglavljuje su za onoliko krugova koliko se puta neman nesmiljeno obavije repom. Pred njim se uvijek nalaze gomile ljudi, a Dante sintetično slika brzinu i užas osude: netom duše kažu, tj. ispovjede se i čuju, zapravo vide pokret repa, guta ih ponor pakla. Živim prizorom odjednom se prekida vječni Minosov posao. Ugledavši Dantea, demon ga grubo i svečano (O, ti...), đavolskom lukavošću i s malo riječi odbija od puta koji će mu donijeti spasenje. Na to ga Vergilije prezirno utišava retoričkom figurom (jer ne smije spomenuti Boga u paklu) rekavši da je Danteov put odredila nebesima svemoćna viša volja.
Prošavši Minosa, Dante ponovo opisuje patnje požudnih duša usporavajući ritam i ponavljanjem riječi sad čime se prenosi na poprište muka. Odjeci beznadna plača u njegovoj duši (bolni zvuci, mnogi jauk) navješćuju njegovu sućut prema osuđenima na vječnu propast, bol i patnju. U drugom krugu neprestano puše jaki hladni vjetar stvarajući oluje, zbog kojih duše gube oslonac i upadaju u virove. Budući da u paklu nema svjetla duše ne vide kuda ih vjetar nosi, pa se sudaraju međusobno ili udaraju u Minosovo prijestolje kuneći Boga. Olujnim zimskim zrakom lete i nepregledna jata čvoraka, koji im se uvlače u usta ili uši. Izgleda kao da njihovim patnjama nema kraja, kao niti nade u bolje sutra (u Paklu su vječno i vlada beznađe). U daljini se čuju i ždralovi, koji svojim glasanjem izluđuju izmučene duše.
Prva poznata grješnica koju Dante susreće je babilonska vladarica naroda (raznih jezika) Semiramida. Ona je ostala glasovita u srednjovjekovnoj književnost zbog ubojstva svoga muža Nina i nedopuštene ljubavi prema sinu, zbog koje je ozakonila slobodu od moralnih pregrada (odnosno dopustila rodoskvrnuće). Uz nju, vjetrovi more i Didonu, kraljicu Kartage (spominje se u Eneidi), koja je zaboravila na dano obećanje mužu ubivši se zbog ljubavi prema rimskom junaku Eneji. Tu je i Kleopatra, Cezarova i Antonijeva ljubavnica, koja se ubila kako je rimski vojskovođa Oktavijan ne bi prisilio da se pojavi u njegovu trijumfu. Dante susreće i trojansku princezu Helenu, ženu Menelajevu koju je oteo Paris uzrokovavši Trojanski rat (opisao Homer u Ilijadi). Upravo je zbog Helene poginuo i Ahilej, koji je pak zbog srdžbe na Agamemnona i Hektora ubio mnogo Trojanaca, a poginuo je u zasjedi na dan vjenčanja.
Među poznatim stanovnicima drugog kruga pakla je i Orlando, vitez Okruglog stola, ubijen zbog ljubavi prema plavokosoj Izoldi, ženi njegova strica Marka. Uz njih tu se nalaze i ljubavni par Tristan i izolda, opjevani u Ovidijevim Metamorfozama, pričama preobraženja. Najpoznatiji ljubavnički par Pakla su Francesca da Rimini, Danteova suvremenica, i Paolo Malatesta, treći sin lorda od Riminija. Paolov stariji brat otkrio je njihovu ljubav, odnosno varanje supružnika, zbog čega ih sada udaraju jaki vjetrovi. Njihov slučaj obradili su i neki kasniji književnici poput Giovannija Boccaccia, pisca zbirke novela Dekameron i engleski pjesnik romantizma John Keats, koji ih je pojevao u sonetu On a dream.

### Treći krug (Proždrljivost)
U trećem krugu pakla smještene su duše proždrljivaca. Njihova kazna je vječna kiša koja ih bičuje svojom jačinom. Neumjerenost u jelu i piću ili proždrljivost jedan je od Sedam smrtnih grijeha, pa i zahtijeva oštriju kaznu. Budući da su se oni tijekom zemaljskog života prežderavali, sada ih  muči troglavi pas Kerber, koji ždere njih. I sam je u šestom pjevanju opisan proždrljivim kao crv, koji pohlepno raspolovljuje duše grješnika. Kerber ima tri glave: pačju, pseću i zmijsku, a s time i tri različita načina mučenja. Proždrljivci danomice pužu po blatu slijepi od svojih požuda, simbolizirajući tako besmislenost svojih zemaljskih života; besmislenost sebičnosti umjesto dijeljenja s drugima u potrebi oko sebe.
Kerber, kao i Haron i Minos, ugledavši živu dušu ne želi pustiti Dantea (s njim i Vergilija) u sljedeći krug pakla. Vergilije ponovno zapodjene razgovor opravdavajući Danteov posjet božanskom voljom i naredbom, koju Kerber mora poštovati.
U ovom krugu pojavljuju se i drugi ovisnici poput alkoholičara, pušača, narkomana, pedofila i drugih. Dante u trećem krugu susreće Ciacca (u doslovnom prijevodu ježa) koji se kasnije pojavljuje i u Boccacciovom Dekameronu. Ciacco je bio stanovnik Firence, gdje se odvijala borba između »bijelih« i »crnih«, misleći na Gvelfe i gibeline, suprotstavljene strane talijanske politike u borbi za investituru. Sam Dante pripadao je »bijelima« (Gvelfima), zbog čega je nakon ustoličenja pape Bonifacija VIII. bio protjeran iz grada. Točno u to vrijeme (oko 1300.) odvija se i radnja Božanstvene komedije.

### Četvrti krug (Pohlepa)
Najvažnija osoba četvrtoga kruga je Plut (negdje i Plutus ili Pluton), rimsko poosobljenje bogatstva, sin božice ratarstva Demetre. Rimljani su ga zamišljali kao dobroga boga koji svijetom prosipa bogatstvo (začet je na tri puta pooranoj njivi). Neki su ga poistovjećivali s Hadom ili Dis paterom, glavnim bogom predaka. Na početku kruga, Dante i Vergilije ga susreću, a on ih proklinje poznatim stihom »Papé Satàn, papé Satàn aleppe!«
Budući da je Plut za Rimljane bio oličenje bogatstva, njegovo mjesto je u četvrtom krugu namijenjenom pohlepnicima i onima koji su neumjereni u stjecanju bogatstva. Iako zna da njegova kletva neće djelovati, Plut proklinjanjem želi pokazati beznadnost stjecanja bogatstva i uživanja u kratkotrajnom materijalnom, umjesto u onom vječnom i trajnom. Tako je Plut samo primjer čovjeka bez jasnog cilja i bez želje za vječnim Božjim kraljevstvom. Plut spominje je i duše brojnih naroda, koji su si dugim oštrim kopljima probijali prsa u želji za pobjedom, slavom, moći i veličini. Spominje i poneke kardinale i protupape, koji su svoje naslove iskoristili za stjecanje bogatstava iako su naučavali potpuno suprotno. Dotiče se i kockara koji su na zemlji izbjegli, ali ne i u Paklu, zloglasno »kolo sreće« na koje su se postavljali krivovjerci i ovisnici.
Upravo zbog želje za bogatstvom i superiornošću, vladanjem nad drugima, došlo je do brojnih ratova u kojima su redovito (bez iznimke) stradali obični ljudi, sami puk i narod.
Svi oni koji svoju vječnu patnju izvršavaju ovdje, gube svoju jedinstvenost (individualnost) gubeći se u moru grijeha i ljudske pohlepe koja i dalje vlada njihovim mislima.
Kazna pohlepnika je vučenje pretrpanih vreća novcem (kovanicama, zlatnicima) dok se jedne od dviju skupina ne sudare i propadnu. Tada njihova muka počinje ispočetka i tako isponova sve dok ih ne pregaze vreće s njihovim vlastitim zemaljskim bogatstvom. I njihova je kazna simbolična, alegorijski prikazuje nošenje vlastitoga križa.

### Peti krug (Srditost)
U petom, posljednjem od krugova neumjerenih u svojim grijesima, nalaze se duže srditih uronjene u blatne vode Stiksa. Srdite osobe, koje za života nisu našle radost u riječima Evanđelja, Bogu ili ljudima oko sebe dave se u blatnoj rijeci punoj mulja i raznoraznih riba. U svojoj patnji su, kako piše Dante, »pasivno bijesni i mrzovoljni«, kao što su bili i za života na Zemlji. Umjesto da zašute i nastoje izroniti, većina njih se nastaviti svađati ili dobacivati riječima gušeći se u travama, algama i blatu što ga nosi rijeka Stiks. Neki idu toliko daleko da i režu jedan na drugoga, dok neki svoj bijes ne mogu niti izraziti riječima.
Uz svaku rijeku veže se i jedan brodar, a na rijeci Stiks duše prevozi Flegias. Kao i Haron i on ima mali brod, ali kako su duše lagane, odjednom prevozi mnogo duša. Dante na pola puta sreće svog sugrađanina Filippa Argentija, pripadnika »crnih« gudelina. Iako se na zna točno zašto ga Dante nije podnosio, smatra se da je vjerojatno zbog suglasnosti o Danteovom progonstvu. Nakon što je Dante napustio Firencu, Argenti mu je uzeo svu imovinu. Zbog toga ga je Dante ostavio u Paklu, gdje se spuštao do najnižih krugova radi svojih grijeha. pri njihovom susretu mu napominje da će »ovdje ostati vječno i da povratka nema«.
U obilasku petog kruga, Dante blagoslovi Boga riječima iz Lukinog evanđelja i time alegorijski spoznaje razmjere svojih grijeha. Razmišljajući o vlastitom grijehu, pronalazi utjehu za duše osuđene na vječnu patnju u blatima Stiksa. Dante ovdje ukazuje i na važnost ispovijedi, kojom čovjek Bogu predaje svoje grijehe kako bi nastavio živjeti bez tereta koji ga vuku prema prostranstvima Pakla.
Baš kao što je Argenti Danteu oduzeo imovinu, čast i ugled, tako je prema božjem milosrđu izgubio spasenje duše i prebivanje u božjem domu. Pod time se misli se na raj, ali »za Argentija bi i čistilište bilo mnogo« pisao je Dante u svojim bilješkama i skicama prije stvaranja Božanske komedije.

#### Zidine duša i ulaz u Dis
Na drugoj obali rijeke Stiks smjestile su se zidine duša. Izdaleka izgledaju kao visoki zvonici (u nekim suvremenim prijevodima i minareti) koji okružuju grad Dis. Dante gradu daje ime prema rimskom duhu Dis pateru, glavnom duhu predaka i vladaru podzemnog svijeta u Vergilijevoj Eneidi. Prema nekim vjerovanjima pod utjecajem kršćanstva utemeljili su ga pali anđeli, a spominje ga i Sveti Augustin u knjizi Božji grad. Dis je također jedno od Plutonovih (Plutovih) imena, jer su Rimljani imali tri imena. Danteov grad Dis ostavio je snažan utjecaj u zapadnoj filozofskoj misli i humanizmu.
Zidine duša odijeljuju prvih pet krugova neumjernosti od šestog kruga krivovjerje, kao što i odvaja rijeke Stiks i Flegetont. Vrata ispred zida otvori anđeo bez korištenja ključa, već prenošenjem same božje misli. Ulaskom u zidine, Dante i Vergilije ulaze u donji dio pakla, u njegovu drugu razinu.

### Šesti krug (Krivovjerje)
U šestom krugu osuđeni su svi nevjernici i krivovjerci poput Epikura i njegovih sljedbenika (epikurista) koji govore da »duša umire s tijelom«. Poznati epikuristi bili su sljedbenici teorije o atomima, poput Demokrita i Leukipa koje Dante ne spominje. Neki smatraju da Epikur nije bio nevjernik (ateist) već agnostik, da je vjerovao u nešto o čemu ništa nije znao. Svi ti krivovjerci (poput Katara u kasnom Srednjem vijeku) pokopani su u gorućim grobovima iz kojih ne mogu izaći već polagano gore, kao sveti Lovro, kojeg su ispekli na ražnju.
U šestom krugu sreće i mnoge borce iz sukoba Gvelfa i gibelina: Farinatu deglia Ubertia, poznatog gibelinskog vođu i sudionika mnogih bitaka, zagovornika za samostalnost Firence; epikusrkog filozofa Cavalcantea de' Cavalcantia, gvelfa i prijatelja Danteova oca i Guida Cavalcantia, talijanskog pjesnika i Danteova najboljeg prijatelja, pripadnika škole »ljupkog novog stila«. Ne zna se zašto ga je Dante stavio u Pakao, ali neki smatraju da je to zbog njihovih političkih nesuglasica o uređenju firentinske države.
Dante među krivovjercima i njihovim širiteljima nalazi Fridirka II., cara svetog Rimskog Carstva, vjerskog skeptika, i Ottaviana degli Ubaldinia, kojem se Dante obraća s il cardinale (kardinale).
Prolazeći grobljem, Dante na jednom spomeniku ugleda natpis Anastazija II. No, mnogi povjesničari književnosti i povjesničari Crkve smatraju da se ne radi o papi, već o istoimenom bizantskom caru, koji nosio naslov Anastazije I. Većina povjesničara smatra da je Dante slučajno dopisao još jedno I. ili namjerno ostavio jedan trag za razmišljanje.
Vergilije objašnjava Danteu zemljopisnu odsječenost šestog kruga od ostatka Pakla: jer se u njemu nalaze krivovjerci, omeđen je dvjema rijekama, zidinama duša i ponorom, koji vodi u naniže dijelove Pakla.
Krajem putovanja šestim krugom Vergilije zapaža da zviježđe Veliki medvjed leži sjeverozapadno od smjera puhanja vjetra Kaurusa, dok se Ribe nalaze na samom obzorju. Također, pomalo nedorečeno spominje i zviježđe Ovna. Prema položaju zvijezda vješto zaključuje da su sada četiri sata u noći, dva prije svitanja, i da je Velika subota (9. travnja 1300.), dan kada je Isusovo tijelo ležalo u grobu.

### Sedmi krug (Nasilje)
Šesti i sedmi krug međusobno su odijeljeni rijekom Flegetont, granicom gornjeg i donjeg dijela Pakla. Iz obala rijeke izdižu se visoke usamljene stijene na kojima Dante ugleda Minotaura, čudovišta iz labirinta na otoku Kreti. Minotaur u svom bijesu nagriza svoje vlastito tijelo, dok mu Vergilije objašnjava kako Dante nije njegov omraženi neprijatelj Tezej. Minotaur ih na to propusti u sedmi krug. Dok ulaze u sedmi krug Vergilije objašnjava Danteu da je svo porušeno kamenje koje vidi oko sebe posljedica velikog potresa koji je potresao Zemlju u trenutcima Kristove smrti. Ostaci iz tog potresa viđeni su prije i u drugom krugu.
Sedmi krug pakla podijeljen je na tri pojasa u kojima su smještene duše nasilnika:
Prvi pojas: Nasilnici protiv bližnjih – u prvom sloju ubojice, ratni profiteri, tirani, diktatori i svojevoljni vladari uronjeni su u vrelu krv rijeke Flegeton (Flegetont). Grješnike nadziru Kentaur (pod vodstvom Hirona) i Folus koji ispaljuju strijele u sve grješnike koji su izašli iz kipuće krvi ili prešli dopuštenu granicu. Dok kentaur Nessus provodi Vergilija i Dantea kroz prvi sloj sedmog kruga Pakla, Dante prepoznaje Aleksandra Velikog, »Dionizija« (ne zna se misli li na Dionizija I. ili Dionizija II. iz Sirakuze; oboje su bili nepopularni krvožedni vladari Sicilije), Ezzelina III. Rimskog, najokrutnijeg gibelina, uz kojeg se nalaze i Obizzo II d'Este i Guy de Montfort, šesti earl Engleske.
Na mjestu gdje rijeka postaje plića stvarajući gaz, Vergilije i Dante prelaze na kopno gdje ugledaju Atilu, hunskog vođu i »biča Božjeg«, epirskog kralja Pira (koji niti žrtvovanjem vlastitih ljudi nije uspio postići zacrtane ciljeve), Seksta Pompeja, rimskog vojnog zapovjednika te Riniera da Corneta i Riniera Pazzoa. Nakon što ih je doveo do ulaza u drugi sloj, Nessus se vraća na svoju prvotnu zadaću.
Drugi pojas: Nasilnici protiv samih sebe – drugi pojas (sloj) sedmog kruga čini »šuma samoubojica«, u kojima su samoubojice pretvoreni u trnovito grmlje s brojnim bobicama koje kljuca Harpija, ptica s licem žene koja se hrani (samo)ubojicama u Grčkoj mitologiji. Neki samoubojice su pretvoreni u drveća, koja mogu govoriti samo kada krvare ili trunu. Prilikom proglaska krož šumu, Dante se prisjeća priče o Pietru della Vigni, talijanskom diplomatu, moćnom ministru i savjetniku Fridrika II., cara Svetog Rimskog Carstva, koji se ubio nakon što je izašao iz zatvora. Osim što je pretvoren u drvo, ujedno je i slijep, pa ne može vidjeti novu opasnost ili patnju koja ga čeka. Harpije su opsežno opisane u trećem pjevanju Vergilijeve Eneide, gdje napadaju ljude koji razmišljaju u počinjavanju ubojstva ili samoubojstva.
Budući da su si oduzeli život ne cijeneći ga kao Božji dar, sada se svi samoubojice nalaze u patnji koja njihov vječni život čini besmislenim. Često se spominju tri drveta ili tri grma koji simboliziraju tri stanja u kojima čovjek najčešće počini samoubojstvo.
Dante saznaje i da nakon Posljednjeg suda samoubojicama tijela neće uskrsnuti, već biti bačena gladnim zvjerima Pakla. Oni će i dalje zadržati svoj grmoviti oblik i proživljavati jednake, ako ne i još teže i veće patnje. Na trnovitim udovima visjet će im ostaci vlastitih leševa. Rasipnike, odnosno nasilnike protiv vlastite imovine (imutka) progone i razdiru kuje uz bolne krikove rasipnika, kojima se koža i meso nakon toga obnavljaju kako bi ponovno proživljavali svoju patnju (poveznica s Prometejom, kojem su ptice kljuckale jetra danju, a noću bi se ona obnavljala kako bi se patnja nastavila). Slične patnje proživljavali su i likovi iz mitologije Amerićkih Indijanaca, za koje Dante u svoje vrijeme još nije mogao znati.
Treći pojas: Nasilnici protiv Boga, prirode i rada – u trećem se pojasu svi navedeni nasilnici nalaze pod vatrenom kišom, koja polagano pada na njih. Ovdje se Dante koristio prizorima Sodome i Gomore uzetima iz Staroga zavjeta, točnije Knjige Postanka. Nasilnici protiv Boga leže nepokretni i leže nauznak, nasilnici protiv prirode primorani su trčati dok protivnici rada i lihvari sjede dok im vatrena kiša spaljuje tijela. Među spomenutima Dante prepoznaje likove iz grčkog mitološkog epa Sedmorica protiv Tebe tragičara Eshila. U epu je opisana bitka Sedmorice na čelu s Polinikom i tebanske vojske na čelu s Eteoklom i njegovim pristašama.
Rijeka Flegeton, prepuna vrele krvi, upravo se u trećem pojasu prelijeva u ponor, granicu s osmim krugom. Vergilije objašnjava da se izvorište rijeke nalazi okomito na pružanje otoka Krete na kugli zemaljskoj.
Dante u treće pojasu nasilnika susreće brojne suvremnike i osobe iz kulturnog i političkog života Firence. Tako se sažalijeva nad Brunettom Latinijem, filozofom, književnikom i Danteovim starateljem nakon smrti njegova oca. Pripadao je Gvelfima, istoj političkoj struji kao i Dante, a prevodio je djela antičkih autora poput Aristotela i Platona, gdje je nalazio i svoje uzore. U paklu se našao zbog sodomije i homoseksualnosti, koje je opisavao u svojim djelima. Među poznanicima nalaze se firentinski plemići Catello di Rosso Gianfigliazzi, lihvar koji je bogatstvo stekao u Francuskoj, Ciappo Ubriachi, gibelinski lihvar i padovanski plemić Reginaldo degli Scrovegni, podupiratelj Gvelfa.

### Osmi krug (Prijevara)
Osmi, pretposljednji krug pakla, podijeljen je na deset rovova ili tzv. »zlih jaruga« (malebolga). Oblikovan je poput rimskog amfiteatra, unutar kojeg se nalazi deset rovova poredanih kao koncetrične kružnice koje se sužavaju prema posljednjem rovu i bunaru orijaša. Ti rovovi na talijanskom se nazivaju bolgia. Kao i u ostatku Pakla, i ovdje se lakši prijestupi nalaze u gornjim, a teži grijesi u donjim rovovima, bliže Luciferu. Malebolge je slika grada u kojem vlada bezvlašće, koje sa sobom donosi prevare, nasilje, podmitljivost i nestanak bilo kakve društvene pravde, jednakosti ili snošljivosti.
Prvi rov – U prvom rovu nalaze se zavodnici žena i prostitutke, koji kruže u dvjema skupinama dok ih bičuju strastveni đavoli. Dante je posno za prostitutke napravio bilješku u kojoj se osvrnuo na nove zakone o zabrani prostitucije na ulicama te spominje i jubilej (svetu godinu) koji je papa Bonifacije VIII. proglasio 1300. u Rimu. Dante među zavodnicima ugleda Jazona, grčkog mitološkog junaka i pronalazača zlatnog runa. Iako mu je njegova žena Medeja pomogla pronaći zlatno runo, on ju je varao s Glaukom.
Drugi rov – Drugi rov nastanjuju laskavci i blagoglagoljivi ulizice, koji su simbolično uronjeni u ljudsku nečist, odnosno otpadne vode. Kao što su njihove laskave fraze za zemaljskoga života bile isprazne, tako se i oni truju u ispraznim ljudskim izlučevinama. Od poznatijih povijesnih ikova, Dante susreće Thaisa i Alessija Interminellija, suvremenike poznate po prepredenosti i laskavošću.
Treći rov – Simonisti, kupovatelji crkvenih dužnosti, naglavce su zabodeni u šuplje stijene dok im gore tabani. Pojava simonije osobito je bila proširena u srednjem vijeku, kada su se svjetovni vladari i vlastelini prema crkvenim službama odnosili kao prema upravnim položajima pod njihovom vlašću, jedan o primjera takve zlouporabe je i Aleksandar VI. Takve su postupke u Katoličkoj crkvi osudili mnogi pape, među kojima su se istakli Grgur Veliki u 6. st. i Inocent XI. u 16. st. Tako Dante u trećem rovu susreće papu Nikolu III., poznatog simonista i nepotista, koji je za kardinale imenovao rođake ili poznanike. U trećem rovu spomenut je i čarobnjak (mag) Simon, koji je tražio razmjenu moći Svetog Petra za zlato. Tijekom srednjeg vijeka o Simonu magu pripovijedale su se brojne legende, a kasnije se njegov lik pojavio i u Goetheovom Faustu. Poznati simonist bio je i papa Klement V., marioneta Filipa IV., francuskog kralja, zbog kojega je papinsku prijestolnicu premjestio u Avignon. Time je započeto razdoblje zvano Avignonsko papinstvo.
Čevrti rov – Četvrti rov nastanjuju vračevi, lažni proroci, čarobnjaci, astrolozi i svi oni koji su koristeći naivnost i ljudsku glupost zarađivali nepošteno novac. Njihova kazna je vrlo simbolična: hodaju natraške s glavom okrenutom naopako, što označava da ako su u prošlosti lažno svjedočili sad će imati i lažno predočenje stvarnosti; neće moći gledati unaprijed, u budućnost, već samo unazad, u prošlost, kako su gledali svojim klijentima na Zemlji. Tada su preko prošlosti vračali i predviđali budućnost, a sada mogu gledati u izokrenuta lica drugih kažnjenika. Prilikom obilaska lažnih proroka, Vergilije objašnjava Danteu kako je i grad Mantova u Lombardiji, prema poganskom običaju, osnovan pomoću čari. Među grješnicima ovog rova nalaze se brojni vračevi i lažni proroci iz prošlosti, ali i praznovjernici poput argoškoga kralja Amfiaraja, koji je prazno vjerovao u subinu koju su mu namijenili Zeus, Afrodita i ostali grčki bogovi. Samo njegovo ime Amfiaraj tumačilo se značenjem »dvaput uklet«. Neki stihovi preuzeti su iz Ovidijevih Metamorfoza. 
Peti rov – Ovo je dom za podmitljive i pohlepne političare, koji su radom za tzv. »opće dobro« samo sebi stekli bogatstvo i korist (Dante to naziva političkim simonizmom). Njih nadziru demoni zvani Malebranche odnosno »Zlopandže«, kojih ukupno ima simbolično dvanaest. Među grješnicima koje nose Zlopandže, Dante navodi senatora i političara iz Lucce, grada u Toskani, dijelu Središnje Italije, a zove ga starim Lukežaninom. Svi grješnici uglavnom podmitljici i varalice (ne spominje se točno koje vrste), Zlopandže zagnjuruju u vrelu smolu, a čuvaju ih vragovi s kukama.
Vođa Zlopandža je Zlorepi (talijanski: Malacoda), koji propušta Vergilija i Dantea te ih upozorava da je glavni most srušen u posljednjem potresu, te, da bi ušli u Šesti rov, moraju se poslužiti nekim drugim od brojnih mostova. Budući da se spominje Kristova smrt, povjesničari smatraju da je trenutno sedam sati ujutro na Veliku subotu, jer Zlorepi spominje da je »most pakla srušen prije 1266 godina, 5 sati poslije ovog vremena na jučerašnji dan«. Zlopandžama i ostalim demonima, Dante je želio stvoriti ugođaj crne komedije, odnosno crnog humora.
Dante u peti rov smješta i neke svoje suvremenike, poput Nina Viscontija, podmitljivog vladara Gallure na Korzici, koji je dao objesiti fra Gomitu. Fra Gomita i Nino Visconti spominju se i u osmom pjevanju Čistilšta. Spominje se i Michel Zanche te Ciampolo iz Navarre.
Šesti rov – Iskoristivši svađu među Zlopandžama, Vergilije i Dante bježe iz petog i ulaze u šesti krug spuštajući se niže zlim jarugama. Tamo ugledaju licemjere koji su prisiljeni hodati zaogrnuti olovnim kabanicama. Kabanice su izvana pozlaćene i istkane po uzoru na redovnički habit, što je simbolična kazna za licemjere koji »vanjskim izgledom sjaje i bivaju poput svetaca, dok pod podstavom nose stvarnu težinu njihove obmane te ih otežava u stjecanju duhovnog spasenja«.
Dante razgovara s dvama Bolonjcima (Catalano dei Malavolti i Loderingo degli Andalò), koji su bili nositelji papinskog vojnog odličja. Uz njih, Alighieri prepoznaje i Kajifu (Kaifu), velikog svećenika koji je vrbovao Poncija Pilata da osudi Isusa na smrt na križu. Tu je i svečenićki poglavica Ana (ili Ano) koji je bio vrlo blizak s Kajifom (bili su si zet i tast) te s njim osudio Isusa. Neke stihove Dante je preoblikovao preuzimanjem iz Ivanovog Evanđelja, u kojem je opširno opisano suđenje Isusu.
Iz daljnjeg razgovora, Vergilije objašnjava Danteu da ime je Zlorepi lagao o rušenju mosta između petog i šestog rova.
Sedmi rov – Nakon što su propješačili kroz stjenoviti put i prešli »srušeni« most, Vergilije i Dante ulaze u sedmi rov, gdje nailaze na mnoštvo gmazova. Tu su smješteni lupeži i kradljivci koji su prisiljeni hodati među mnoštvom zmija, krokodila, guštera, koji skaču na grješnike i vežu im ruke za leđa. Prepoznavši Dantea, jedan od grješnika se predstavi kao Vanni Fucci. Na Danteovo pitanje zašto je završio ovdje odgovara da je pokrao crkvu sv. Josipa u svome rodnom mjestu Pistoiji. Iako nije bio uhvaćen, i sam je priznao da je Bog sve vidio te da je zaslužio svoju kaznu.
Iz antičke odnosno rimske književnosti, Dante prepoznaje i Kakusa, diva i Vulkanovog sina, koji je ubio junaka Herakla i teroizirao stanovnike rimskog brežuljka Aventina, prije osnivanja Rima. Kasnije je prema Danteovu uzoru, Kakusa spominjao i Miguel de Cervantes u svom viteškom romanu Don Quijote.
Osmi rov – Tijekom ulaska u osmi rov Dante se prisjeća političkog stanja u Firenci uoči njegova odlaska na putovanje paklom, čistilištem i rajem. Iz tih misli ga trgne Vergilije, te nakratko bivaju zaslijepljeni brojnim i svijetlim plamenovima. Naime, u osmom rovu su himbeni (lažni) savjetnici, koji su kaženjeni tako da s ovijeni plamenovima. Među antičkim likovima Dante ugleda Odiseja (ili kako ga zove Uliksa) i Diomed, istaknuti grčki junak iz Trojanskog rata, koji je tijekom izbivanja Ahileja preuzeo ulogu vođe i junaka. Kažnjeni su zbog svoje zamisli o Trojanskom konju, koja sama po sebi nije bila loša, već je posljedica konja bila smrt brojnih nevinih stanovnika Troje. U svom razgovoru s Danteom Odisej (Uliks) ističe kako bez obzira na muke koje prolazi voli svoga sina Telemaha, svoju ženu Penelopu (kojoj nije bio vjeran) i svoga oca te da proklinje čarobnicu Kirku kojoj je vjerovao na riječ. Također, nadodaje i kako je tijekom putovanja prelazivši polutnik (ekvator) i slijedeći zvijezdu Sjevernjaču ugledao stepeničastu planinu koja opisom odgovara Danteovom Čistilištu.
Deveti rov – U devetom, pretposljednjem rovu, đavao s krvavim bičem ranjava sijače nesloge (raskola), čija su tijela podijeljena, ka što su oni dijelili ljude i cjelokupno društvo oko sebe. Tu se nalaze i razvedeni parovi, koji su razvrgnuli ono što je Bog sastavio, iako su na vjenčanju prisegnuli na vjernost pred Bogom. Sijači nesloge su za života načinili veliku štetu društvu te sada pate na samom dnu Pakla. Dante spominje i Crkveni raskol iz 1054., kada su se od Katoličke Crkve odvojili pravoslavci te obiteljski raskol, u kojem otac ili majka napusti bračnog supružnika i svoju djecu.
Prvog među vjerskim raskolima Dante spominje Muhameda, koji je proučavanjem Starog i Novog zavjeta stvorio islam kako bi ujedinio sve Arape i stekao poštovanje i političku moć. U njega, tu se nalazi i franjevac Dolcino, Nizozemac i reformator, crkveni krivovjerac i zagovaratelj protestantizma, odvojenog od matice Katoličke Crkve i odbacivao općinstvo svetih i oprpštenje grijeha.
U kategoriji narodnih izdajica Dante spominje rimskog konzula imena Gaj Skribonije Kurion, koji je savjetovao Cezara da prijeđe rijeku Rubikon i započne tzv. Cezarov građanski rat. Uz njega nalazi se Bertran de Born, francuski barun, koji je potaknuo Henrika Mladog da ustane protiv svoga oca i engleskog kralja Henrika II., čime je i u Engleskoj uzrokovan građanski rat i podjele društva. Bertran i Henrik Mlađi kažnjeni su tako da su im odrezane glave vječno odvojene od tijela.
Deseti rov – Posljednji i najniži rov osmog kruga Pakla mjesto je patnje brojnih krivotvoritelja, koji su zbog raznolikostilažnog oponašanja podijeljeni u dvije jaruge: prvoj jaruzi krivotvoritelje kovina (novca) muče guba i svrab, dok u drugoj jaruzi (negdje jami) krivotvoritelji osoba (trgovci ljudima) luđački i bijesno trče grizući druge oko sebe. Kao krivotvoritelje kovina Dante naglašava da se radi o alkemičarima, koji su težili za kamenom mudraca i svetim gralom, koji bi im dali vječni život (besmrtnost) na Zemlji. Među alkemičarima ističe se Griffolino d'Arezzo, koji je prevario brojne talijanske plemiće i biskupe obećanjima o stvaranju zlata i plemenitih metala od običnog željeza.
Iako spominje krivotvoritelje osoba, Dante ne susreće nikog poznatog iz svog života ili služben povijesti. Među krivotvoriteljima nalaze se i krivokletnici, odnosno osobe koje su pod prisegom lažno svjedočile na suđenju ili nekom sudskom sporu, pred sucem, odvjetnikom ili javnim bilježnikom. Poznata krvokletnica bila je Potifarova žena koja je lagala Josipu, koji ju nije htio varati s njezinim mužem. Sada ona pati od prekomjerne vrućice i vrlo visoke temperature.
Navedeni su i mnogi firentinski krivotvoritelji novca, koji su gradski novac kovali s premalo karata zarađujući time na uštedi i težini kovanice prodajući je po istoj cijeni.
Bunar orijaša  – Posljednja prepreka između osmog i devetog kruga Pakla jest, kako ga Dante naziva, Bunar orijaša, u kojem se nalaze brojni biblijski i starogrčki divovi (gorostasi). Osim što su stiješnjeni i svezani lancima, divovi su svojevrsna straža pred ulazom u deveti krug Pakla. Od likova iz grčke mitologije, spominju se Titani, prvotni vladari Olimpa, prije Zeusa. Njihov vođa bio je Kron, kojeg je Zeus kasnije ubio zajedno s braćom Hadom i Posejdonom. Osim starogrčkih bogova, Dante prepoznaje Nimrod, graditelja Kule Babilonske i bunitelj protiv Jahvea. Tu je i unuk prijespomenutoga Posejdona Alodaj, koji je s braćom želio uništiti Olimp i za žene im dati Artemidu i Heru. Prema Homeru, ubio ga je Apolon prije ostvarenja njegova nauma. Spomenut je Titija, grčki div i Elarin i Zeusov, Prometejev i Europin ili pak Gejin sin, koji je pokušao silovati Letu, a ubili su ga Apolon i Artemida. Uz njega se nalazi i Tifon, grčki bog oluje, koji je pokušao svrgnuti Zeusa; oženio je svoju vlastitu sestru Ehidnu, s kojom je imao djecu: troglavog psa Kerbera, Hidru, Himeru, zmaja Ladona, Sfingu, dvoglavog vuka Orta, orla Etona koji je mučio Prometeja te nemejskog lava.

### Deveti krug (Izdajice)
U devetom krugu Pakla nalazili se izdajice. Izdajice su također bili raspoređeni na pet razina, ali svi su bili uronjeni u zaleđeno jezero. Na prvoj razini nalazili su se pape, na drugoj izdajice rodbine, na trećoj izdajice političkih istomišljenika, a na četvrtoj izdajice gostiju. Na petoj razini, na sred zaleđenog jezera, nalazili su se izdajice dobročinitelja, među kojima je bio i sam Lucifer.
Lucifer je i stvorio Pakao. Nakon što se sa zlim anđelima pobunio protiv Boga, On ga je bacio na Zemlju. Lucifer je u padu otvorio pukotinu u zemlji u obliku lijevka i tako je nastao Pakao. Lucifer je stajao na samom dnu Pakla, do polovice tijela zamrznut u jezeru i mahao svojim krilima. Mahanjem je ledio jezero i rijeku Kokit. Lucifer je imao tri glave i u ustima svake žvakao je po jednog od tri najveća izdajnika, a time i najveća grešnika svijeta. Prvi i najveći od njih bio je Juda koji je izdao Krista, a ostala dvojica bili su Kasije i Brut, izdajnici Julija Cezara.

### Kritički osvrti, eseji, stara izdanja
- Dante: Božanstvena komedija  Arhivirana inačica izvorne stranice od 13. travnja 2009. (Wayback Machine) na stranicama Svjetskog književnog fonda  Arhivirana inačica izvorne stranice od 27. travnja 2009. (Wayback Machine) s brojnim starim izdanjima na talijanskom i engleskom jeziku i izvornim prijevodima na veće europske jezike (engl.)
- Dante Dartmouth Project: 70 kritika talijanskih, latinskih i engleskih književnika Božanstvene komedije, koja datiraju od 1322. (Iacopo Alighieri) do 2000-ih (Robert Hollander)
- Danteov svijet, multimedijski sadržaj s izvornim talijanskim tekstom Božanstvene komedije, prijevod Allena Mandelbauma, zbirka slika, zemljovidi, vremenske crte i glazbene snimke Instituta za napredne tehnologije u humanizmu Viriginijskog sveučilišta (engl.)
- Dante's Divine Comedy: Puni prijevod škotskog prevoditelja Alsdaira Graya na engleski jezik s brojnim povijesnim bilješkama i izvorima (engl.)
- Zvučna knjiga i snimke u javnom vlasništvu – LibriVox (La Divina Comedia (tal.), Longfellowov prijevod); pojedine zvučne snimke (engl.)